# 大士茶亭駅
大士茶亭駅（だいしちゃていえき）は、南京市建鄴区南湖路と水西門大街交差点の南側にある、南京地下鉄7号線の駅である。

## 駅名
事業着手当初は南京地下鉄集団は「南湖路駅」の仮称を用いており、2019年11月28日に「水西門大街駅」を駅名として第一次公示され、2020年1月18日に第一次公示のより駅名が「大士茶亭駅」に決定したことが発表された。

## 歴史
- 2024年12月7号線の駅として開業。

## 駅構造

### のりば
| 番線 | 路線            | 行先                      | 行先          |
| ---- | --------------- | ------------------------- | ------------- |
|      | 南京地下鉄7号線 | 暁荘・丁家荘・尭化門 方面 | 仙新路駅 行き |
|      | 南京地下鉄7号線 | 南湖・螺塘路 方面         | 西善橋駅 行き |

## 隣の駅
南京地下鉄
■7号線
莫愁湖駅 - 大士茶亭駅- 南湖駅